# کسنیا گارانینا
کسنیا گارانینا ( روسی: Ксения Гаранина؛ زادهٔ ۱۷ آوریل ۱۹۹۷) بازیکن فوتبال زن در پست مهاجم اهل ارمنستان است.

## باشگاهی
از باشگاه‌هایی که در آن بازی کرده‌است می‌توان به اشاره کرد.

## تیم ملی
وی همچنین در تیم ملی فوتبال زنان ارمنستان بازی کرده‌است.